# Rinnkogel
Rinnkogel är ett berg i Österrike.   Det ligger i distriktet Salzburg-Umgebung och förbundslandet Salzburg, i den centrala delen av landet, 220 km väster om huvudstaden Wien. Toppen på Rinnkogel är 1 823 meter över havet, eller 581 meter över den omgivande terrängen. Bredden vid basen är 8,9 km.
Terrängen runt Rinnkogel är bergig österut, men västerut är den kuperad. Närmaste större samhälle är Bad Ischl, 11,3 km öster om Rinnkogel. 
I omgivningarna runt Rinnkogel växer i huvudsak blandskog. Runt Rinnkogel är det ganska tätbefolkat, med 70 invånare per kvadratkilometer.